# Lespedeza juncea
Lespedeza juncea är en ärtväxtart som först beskrevs av Carl von Linné d.y., och fick sitt nu gällande namn av Christiaan Hendrik Persoon. Lespedeza juncea ingår i släktet Lespedeza och familjen ärtväxter.

## Underarter
Arten delas in i följande underarter:
- L. j. juncea
- L. j. sericea
- L. j. variegata

## Bildgalleri

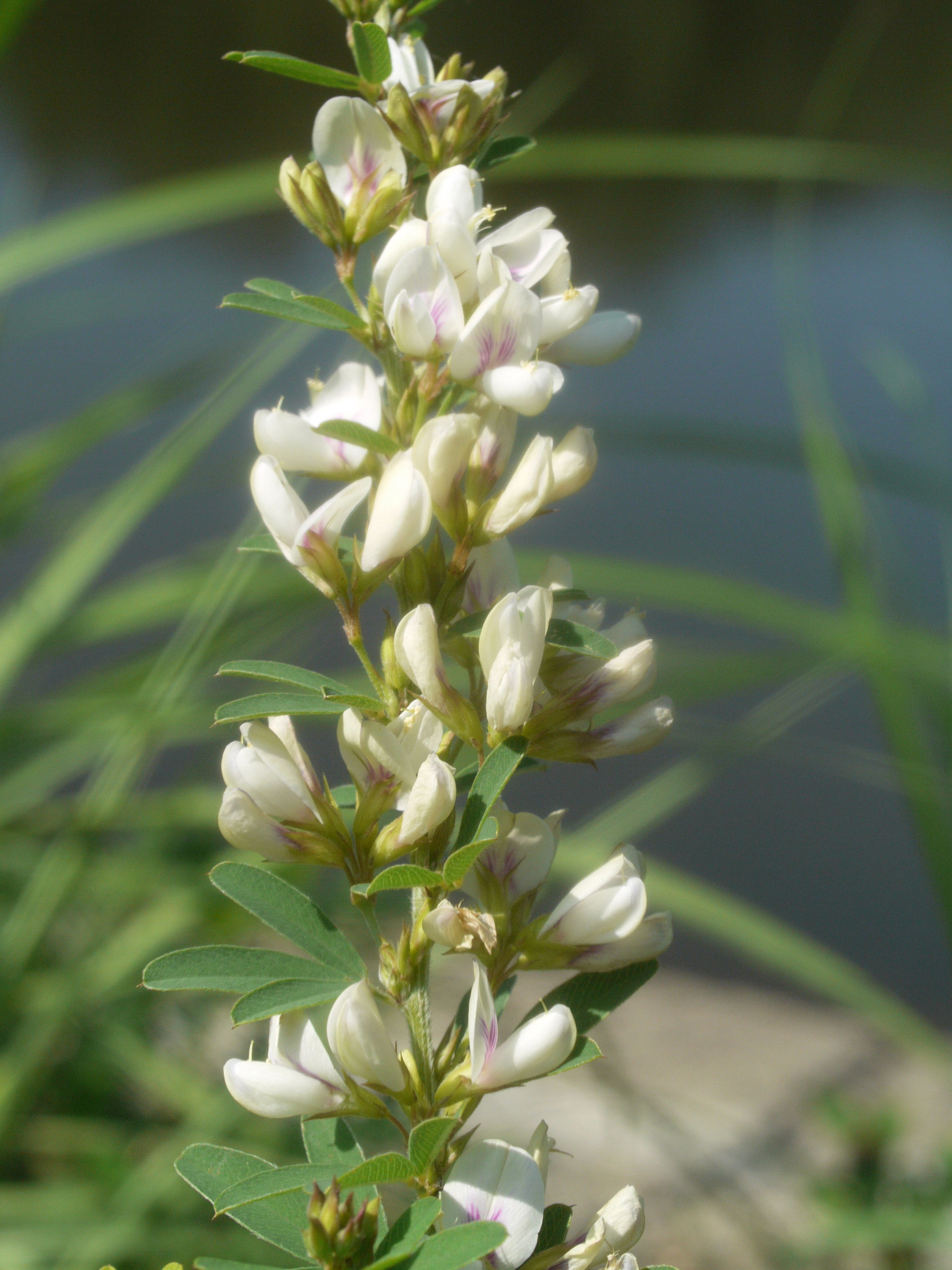
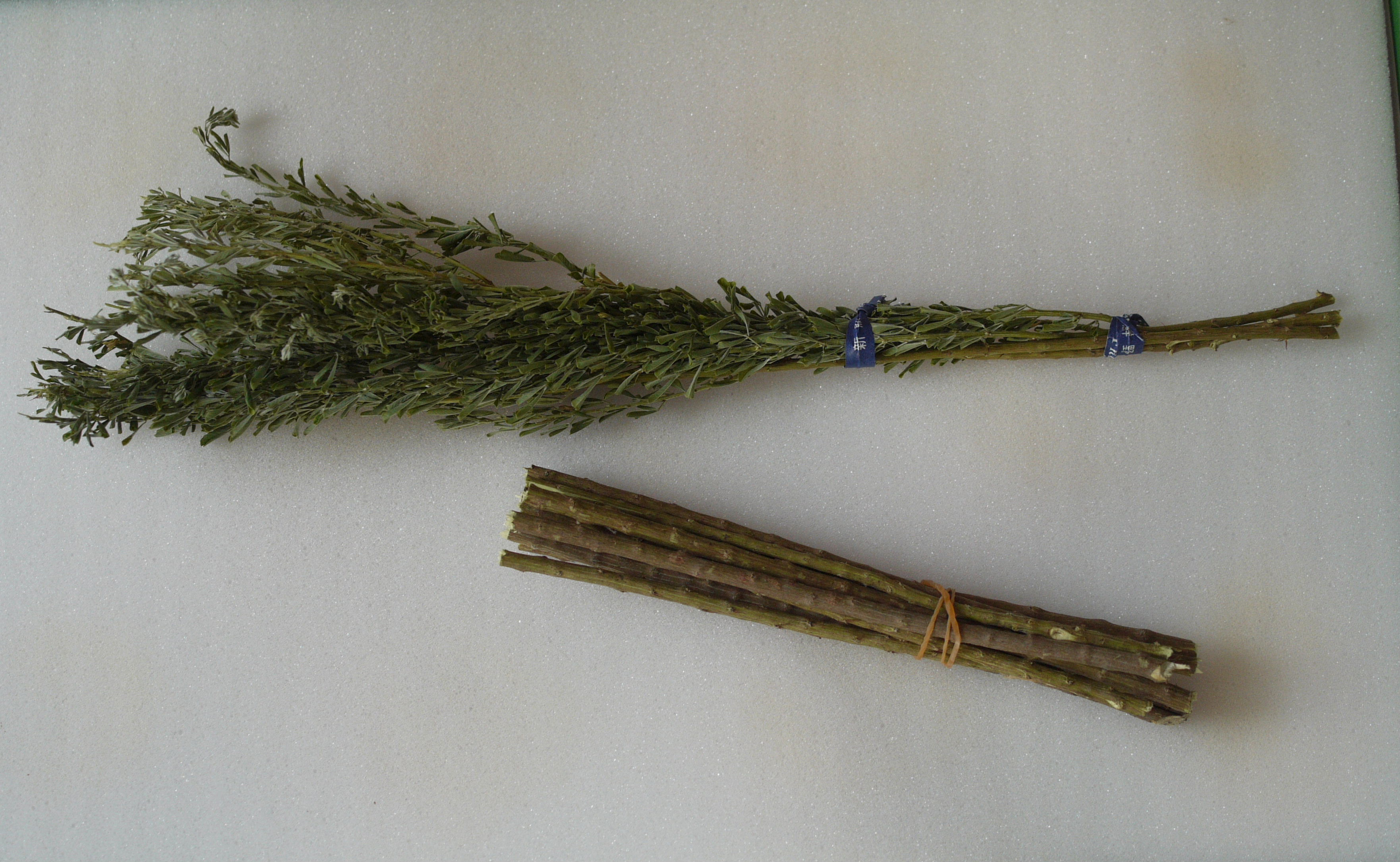